# أيكو هيرزيج يوشيناغا
أيكو هيرزيج يوشيناغا (بالإنجليزية: Aiko Herzig-Yoshinaga) (5 آب 1925- 8 تموز 2018) ناشطة سياسية أمريكية لعبت دورًا رئيسيًا في حركة الإصلاح الأمريكية اليابانية. كانت الباحثة الرئيسية في لجنة إعادة توطين المدنيين واحتجازهم في زمن الحرب، وهي لجنة اتحادية من الحزبين عينها الكونغرس عام 1980 لمراجعة أسباب وآثار السجن الأمريكي الياباني خلال الحرب العالمية الثانية. كشفت هيرزيج يوشيناغا -التي كانت محتجزة في معسكرات مانزانار بكاليفورنيا وجيروم وروهور في أركنساس كفتاة شابة- عن وثائق حكومية تفضح ادعاءات إدارة الحرب بأنها «ضرورة عسكرية» وساعدت في تجميع التقرير النهائي لمركز CWRIC، رفضت العدالة الشخصية الادعاء، ما أدى إلى إصدار اعتذار رسمي وتعويضات لنزلاء المعسكر السابقين. كما ساهمت في تقديم أدلة محورية وشهادات لحالات هيراباياشي وكورماتسو وياسوي كورس نوبس.

## النشأة
ولدت أيكو لويز يوشيناغا في سكرامنتو، كاليفورنيا في عام 1924، وهي الخامسة من ستة أطفال. كان والداها، سانجي يوشيناغا وشيجيرو كينواكي، قد هاجرا من كيوشو، محافظة كوماموتو اليابانية. في عام 1933، انتقلت عائلة يوشيناغا إلى لوس أنجلوس.

## الحجز
كانت هيرزيج يوشيناغا من طلاب المرحلة الثانوية في لوس أنجلوس عندما أصدر الرئيس روزفلت الأمر التنفيذي 9066 الذي سمح للقادة العسكريين بتعيين المناطق التي «قد يستبعد منها أي شخص أو الجميع»، وأجبرت على مغادرة المدرسة للمخيم قبل استلامها شهادة الدبلوم. أنجبت طفلها الأول في مانزانار، قبل أن تنتقل إلى جيروم وروهور وفي النهاية طلقها زوجها آنذاك. بعد الحرب، غادرت المخيم واستقرت في نيويورك. تزوجت وأنجبت طفلين آخرين قبل طلاقها مرة أخرى، وعمِلت وظيفة موظفة مكتبية لدعم أسرتها.

## نشاطها
في ستينيات القرن الماضي، انخرطت هيرزيج مع منظمة الأمريكيين من أصل آسيوي من أجل النشاط، وهي منظمة حقوق مدنية تتألف في معظمها من النساء النيسيّات المنخرطات في النشاط الاحتجاجي على حرب فيتنام والبحث النووي. كما انضمت إلى موظفي Jazzmobile، وهي منظمة غير ربحية مكرسة للتعليم من خلال موسيقى الجاز ومقرها في هارلم، ما ساعد على تعميق وعيها حول العرق. في عام 1978، تزوجت من جون جاك هيرزيج وانتقلت إلى واشنطن. بناء على طلب صديقتها، ميتشي ويجلين، بدأت يوشيناغا في البحث في سجلات الهيئات الحكومية المسؤولة عن الاعتقال التي أتيحت مؤخرًا للعامة في إدارة الأرشيف والوثائق الوطنية. غالبًا ما كانت تعمل لمدة خمسين أو ستين ساعة أسبوعيًا، عملت على استرجاع وتصنيف آلاف الوثائق المهمة طوال السنوات التالية.
انضمت يوشيناغا إلى المجلس الوطني للإصلاح الأمريكي الياباني في عام 1980(في نفس العام الذي أُنشئت فيه لجنة نقل المدنيين في زمن الحرب واعتقالهم CWRIC) وساهمت أبحاثها الأرشيفية في الدعوى الجماعية التي رفعتها NCJAR للحصول على تعويضات من الحكومة. في السنة التالية عام 1981، عُينت هيرزيج يوشيناغا من قبل CWRIC كباحثة أساسية، وبعد فترة وجيزة اكتشفت واحدة من أهم الأدلة في قضية التعويض.
حاولت القيادة العسكرية في زمن الحرب التخلص من «التقرير النهائي عن الإجلاء الياباني من الساحل الغربي» والتي ذكرت بصراحة أن مصادر المخابرات أقرّت أن الأمريكيين اليابانيين لا يشكلون أي تهديد للأمن الأمريكي، في عام 1943؛ قامت هيرزيج يوشيناغا بتتبع النسخة الوحيدة المتبقية من «التقرير النهائي» وتبادلتها مع نشطاء CWRIC وNCJAR وناشطي حركة الإصلاح. ويرجع الفضل في ذلك إلى حد كبير إلى اكتشاف هذه الوثيقة، أُلغيت إدانات كل من جوردون هيراباياشي وفريد كوريماتسو ومينورو ياسوي، ومنحت حركة الحريات المدنية لعام 1988 اعتذاراً رسمياً و20,000 دولاراً لكل ناج من المخيم أو ورثته. عملت هيرزيج يوشيناغا وزوجها جاك لاحقًا في مكتب إدارة حركة الإصلاح التابع لوزارة العدل لتحديد الأميركيين اليابانيين المؤهلين للحصول على تعويضات.

## الفترة اللاحقة من حياتها
ترمّلت أيكو هيرزيج يوشيناغا عندما توفي جاك هيرزيج في عام 2005. في عام 2016، كانت هيرزيج موضوعًا لفيلم وثائقي بعنوان «متمرّدٌ بسبب» للمخرج جانيس تاناكا. توفيت أيكو هيرزيج يوشيناغا في عام 2018، بعمر ناهز الـ 92 عامًا، في تورانس، كاليفورنيا.